# Nosič hydroplánů

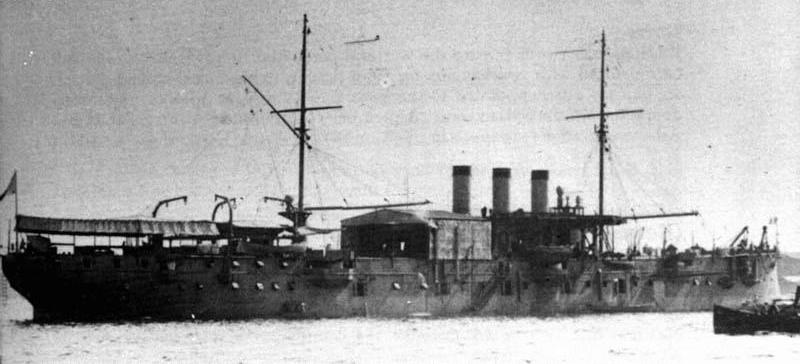
Francouzský nosič hydroplánů Foudre v roce 1912

Nosič hydroplánů, či zásobovací loď hydroplánů, je loď, která je speciálně vybavena pro provoz hydroplánů ze své paluby či hladiny moře. Nosiče hydroplánů byly vůbec první nosiče letadel, ještě před vznikem letadlových lodí. Jejich koncepce vznikla krátce před první světovou válkou.

## Vývoj

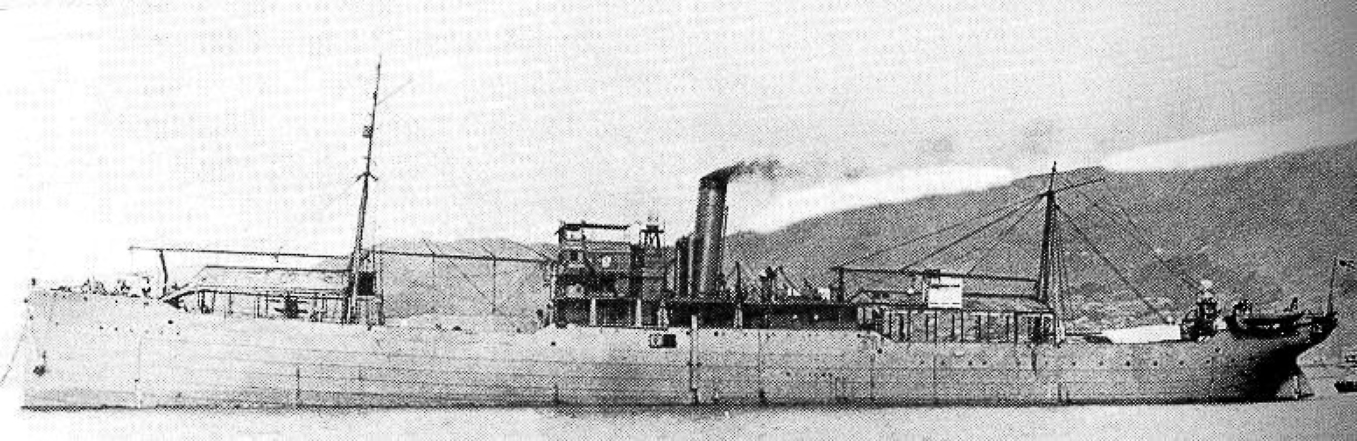
Japonský nosič hydroplánů Wakamija v roce 1914

První hydroplán byl postaven v roce 1910 a už v roce 1911 začalo francouzské námořnictvo provozovat první nosič hydroplánů, pojmenovaný Foudre. Foudre nesl své plovákové letouny v hangárech a před startem je spouštěl na hladinu pomocí jeřábu. V roce 1913 byla loď upravena tak, že na ní byla vytvořena 10 metrů dlouhá startovaní plocha přímo na palubě. Dalším raným nosičem hydroplánů byl anglický HMS Hermes, přestavěný ze starého křižníku a zařazený do Royal Navy v roce 1913.

## Koncepce
Nosiče hydroplánů byly především upravené obchodní lodě a obvykle se nestavěly od počátku pro tento účel. Měly hangáry pro uskladnění a údržbu letadel, ale neměly letovou palubu, ze které by letouny mohly operovat. Na palubě měly pouze katapulty, umožňující vzlet letounů přímo z paluby lodě. Většinou vzlétaly a přistávaly na mořské hladině, ze které je dopravoval jeřáb. Jak se letouny postupně vyvíjely, ukázal se být provoz hydroplánů nevýhodou. Letouny mohly létat jen pokud bylo moře klidné, a po přistání loď musela pokaždé zastavit, aby mohla vzít letoun na palubu; taková operace trvala obvykle 20 minut. Nosiče hydroplánů, kryté křižníky, proto obvykle operovaly přibližně 10 mil před hlavním bojovým svazem, aby se při provozu svých letounů příliš nevzdálily. Samotné hydroplány také měly kvůli těžkým plovákům horší výkony, než klasické pozemní letouny. Už během první světové války se ukázalo, že letadlové lodě jsou užitečnějším a hodnotnějším bojovým prostředkem, přestože ještě řadu let byly možnosti letounů v námořní bitvě podceňovány a mořím stále vládly lodě vybavené silnými děly.

## Operační nasazení

### První nasazení

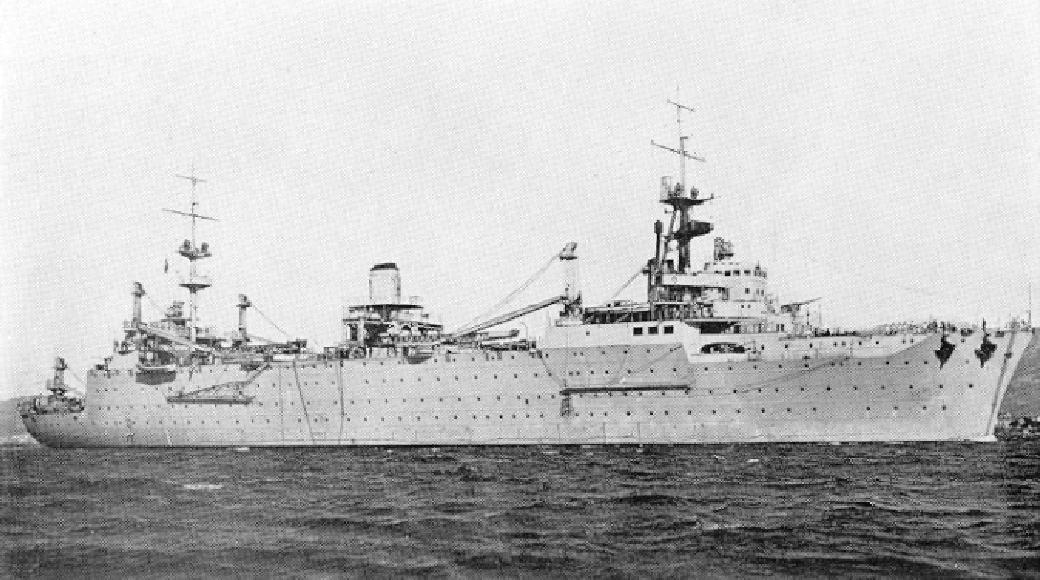
Francouzský velký nosič hydroplánů Commandant Teste

Nosič hydroplánů japonského císařského námořnictva Wakamija, byl první lodí, která vyslala letoun k bojové akci. Stalo se to 5. září 1914 během bitvy o Tsingtao, kdy Wakamija plující v zátoce Kiaochow vysílala k náletům své čtyři letouny Maurice Farman, které bombardovaly cíle v německých pozicích a poškodily také německou minonosku. Nálety probíhaly až do německé kapitulace 6. listopadu 1914.

### Meziválečné období
V meziválečné době se rozšířilo používání hydroplánů na bitevních lodích a křižnících, ze kterých startovaly pomocí katapultů. Přesto několik námořnictev (španělská Dedalo či italská Giuseppe Miraglia), která často nebyla schopna pořídit si klasickou letadlovou loď, zařadilo nosiče hydroplánů do svých svazů. Plnily zde především průzkumné úkoly.

### Druhá světová válka

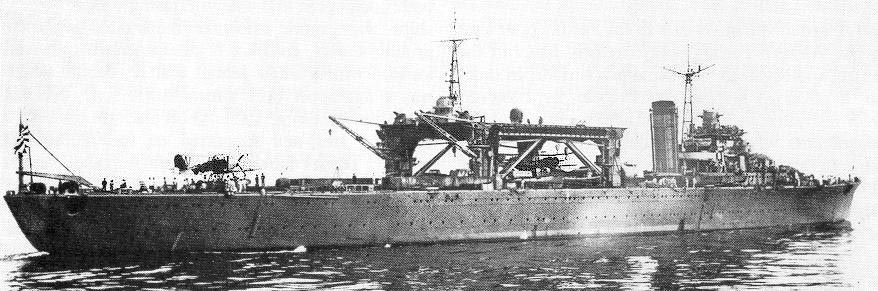
Japonský nosič hydroplánů Čitose

Během druhé světové války především US Navy a Japonské císařské námořnictvo používaly řadu nosičů hydroplánů jako podpůrných lodí. Obvykle však nenesly katapulty a provozovaly své letouny z přístavů a ne z volného moře. Jejich letouny obvykle prováděly dálkový průzkum a díky nosičům hydroplánů nebylo nutné nákladně stavět nová letiště. S koncem války však byla koncepce nosičů hydroplánů již zastaralá. Většina byla urychleně vyřazena ze služby a jen některé sloužily ještě počátkem 50. let, kdy byly sešrotovány, nebo přestavěny k jinému účelu.

## Nosiče hydroplánů podle zemí
Austrálie Royal Australian Navy
- HMAS Albatross (1928)

 Francie Francouzské námořnictvo
- Foudre (1910)
- Commandant Teste (1932)

 Španělsko Španělské námořnictvo
- Dedalo (1922)

 Itálie Italské námořnictvo
- Giuseppe Miraglia (1927)

 Japonsko Japonské císařské námořnictvo
- Wakamija
- Třída Širetoko (2 ks)
- Kamoi
- Třída Čitose (2 ks)
- Mizuho
- Niššin
- Akicušima

 Jugoslávie Jugoslávské královské námořnictvo
- Zmaj

 Rusko Ruské carské námořnictvo
- Almaz – přestavěný křižník

 Švédsko Švédské námořnictvo
- Dristigheten
- Gotland

 Spojené království Royal Navy
- Hermes – přestavěný křižník
- HMS Ark Royal
- HMS Ben-my-chree
- HMS Engadine a HMS Riviera
- HMS Campania

 USA US Navy
- USS Wright (AV-1)
- USS Jason (AV-2)
- USS Langley (AV-3) – přestavěná letadlová loď
- Třída Curtiss (2 ks)
- USS Patoka (AV-6)
- Třída Currituck (4 ks)
- Třída Pocomoke (3 ks) – přestavěné nákladní lodě
- Třída Kenneth Whiting (4 ks)
- Třída Lapwing – přestavěné minolovky
- Třída Barnegat (35 ks)